# Steinmühle (Rötz)
Steinmühle ist ein Ortsteil der Stadt Rötz im Landkreis Cham des Regierungsbezirks Oberpfalz im Freistaat Bayern.

## Geografie
Steinmühle liegt 200 Meter östlich der Staatsstraße 2151, 6 Kilometer südöstlich von Rötz. Steinmühle liegt am Buchbach am Südostrand von Schatzendorf. Nordöstlich von Steinmühle befindet sich der Frauenwald, ein ausgedehnter bewaldeter Gebirgsstock mit mehreren um die 600 Meter hohen Gipfeln und zahlreichen Quellen, die sich als Bäche mit dem Buchbach vereinigen.

## Geschichte
Steinmühle wurde 1820 erstmals schriftlich erwähnt. Allerdings wurde bereits 1808 für Schatzendorf eine Mühle aufgeführt, bei der es sich sicherlich um die Steinmühle handelt.
1820 wurden im Landgericht Waldmünchen Ruralgemeinden gebildet. Dabei kam Steinmühle zur Ruralgemeinde Schatzendorf. Zur Ruralgemeinde Schatzendorf gehörte das Dorf Schatzendorf mit 20 Familien und die Einöde Steinmühle mit einer Familie. 1836 wurde die Gemeinde Schatzendorf mit der Einöde Steinmühle nach Bernried eingemeindet.
1972 wurde die Gemeinde Bernried und damit auch Steinmühle nach Rötz eingegliedert.
Steinmühle gehört zur Pfarrei Stamsried. 1997 war Steinmühle unbewohnt.

## Einwohnerentwicklung ab 1820
| Jahr | Einwohner | Gebäude |
| ---- | --------- | ------- |
| 1820 | 1 Familie | k. A.   |
| 1838 | 6         | 1       |
| 1861 | 6         | k. A.   |
| 1871 | 5         | 4       |
| 1885 | 5         | 1       |
| 1900 | 5         | 1       |
| 1913 | 8         | 1       |

| Jahr | Einwohner | Gebäude |
| ---- | --------- | ------- |
| 1925 | 8         | 1       |
| 1950 | 6         | 1       |
| 1961 | 7         | 1       |
| 1970 | 5         | k. A.   |
| 1987 | 0         | k. A.   |
| 2011 | 0         | k. A.   |